# Mashāhīr
Mashāhīr (persiska: مشاهیر) är en ort i Iran.   Den ligger i provinsen Östazarbaijan, i den nordvästra delen av landet, 500 km nordväst om huvudstaden Teheran. Mashāhīr ligger 2 082 meter över havet och antalet invånare är 197.
Terrängen runt Mashāhīr är huvudsakligen kuperad, men åt nordväst är den bergig.Runt Mashāhīr är det ganska glesbefolkat, med 27 invånare per kvadratkilometer. Närmaste större samhälle är Anderyān, 6,3 km norr om Mashāhīr. Trakten runt Mashāhīr består i huvudsak av gräsmarker.